# Lithobius bellulus
Lithobius bellulus är en mångfotingart som beskrevs av Chamberlin 1903. Lithobius bellulus ingår i släktet Lithobius och familjen stenkrypare. Inga underarter finns listade i Catalogue of Life.